# Lee Soo-nam
Lee Soo-nam (Seul, 2 de fevereiro de 1927 - 8 de janeiro de 1984) foi um futebolista sul-coreano que atuava como atacante.

## Carreira
Lee Soo-nam fez parte do elenco da Seleção Sul-Coreana de Futebol, na Copa do Mundo de 1954.